# Brenta (département)
Pour les articles homonymes, voir Brenta.
La Brenta était un ancien département du royaume d'Italie de 1806 à 1815. Il a été nommé d'après la rivière Brenta, et avait pour chef-lieu Padoue.

## Historique
Le département fut créé suite l'annexion par le royaume d'Italie le 1er mai 1806 de Venise et de ses dépendances (Istrie et Dalmatie).
Il connaît quelques modifications de limites le 22 décembre 1807, en cédant quelques territoires au département de l'Adriatique.